# Stara glasbena gimnazija, Ruse
Stara glasbena gimnazija (bolgarsko Стара музикална гимназия   , Stara muzikalna gimnaziya) je zgodovinska stavba v Ruseju v Bolgariji, nahaja pa se na Borisovi ulici 33. Postala naj bi zasebni numizmatični muzej in kulturno središče. Trenutno je v postopku obnove, večja dela pa so bila končana leta 2019.
Stavba je bila zgrajena v letih 1900–1901 v Rusejevski protestantski skupnosti, da bi jo uporabljala nemška protestantska šola, pa tudi njen penzion, vrtec in sirotišnica. Sredstva (skupaj 320.000 nemških zlatih mark) je zagotovil lokalni pastor Theodor Wandemann. Štirinadstropno zgradbo je zasnoval arhitekt Udo Ribau, gradnjo pa sta nadzirala inženirja Todor Tonev in Merbach. Arhitekturni slog je eklektičen, združuje neoklasicistične in neogotske elemente, vidni so tudi severnoevropski vplivi.
Nemška šola je bila slovesno odprta 5. oktobra 1905, bolgarsko ministrstvo za gospodarstvo pa jo je leta 1909 razglasilo za srednjo poslovno šolo. Obiskovali je niso le člani mestne nemške kolonije, temveč tudi otroci uglednih lokalnih trgovskih družin. Med prvo svetovno vojno so 28. septembra 1918 šolo kot nemško last zasegle bolgarske oblasti. Po vojni so stavbo obnovili in v njej zaporedoma nastanili francosko šolo za fante sv. Jožefa, Srednjo šolo Petra Berona (od leta 1935), Državno univerzo za tehnologijo (Univerza v Ruseju) in šolo lokalne tovarne kmetijskih strojev (nekdanja tovarna Müllhaupt). Po tem je stavbo začela uporabljati Glasbena gimnazija v Ruseju. Leta 1973 je bila razglašena za kulturni spomenik.
Zgradba je bila močno poškodovana v potresu v Bukarešti leta 1977, čeprav je bila okrepljena. Kasneje je bila opuščena, aprila 2007 pa sta jo na dražbi kupila brata Bobokov. Brata naj bi v obnovo stavbe vložila 1.000.000 EUR, urediti pa sta jo morala v kulturno in umetniško središče. Leta 2017 se je začela obnova v zasebni muzej.
Neposredno ob stari šoli je Rusejeva baptistična cerkev.